# Космополітен (футбольний клуб)
Футбольний клуб «Космополітен» або просто «Космополітен» (англ. Cosmopolitans Football Club) — професіональний танзанійський футбольний клуб з міста Дар-ес-Салам.

## Історія
Заснований у 1956 році в місті Дар-ес-Салам, останні чемпіони Ліги Дар-ес-Салама, оскільки турнір було розформовано й створено чемпіонат Танзанії. У цьому турнірі столичний клуб тріумфував у 1967 року. Проте з 1970-х років команда вже не виступала в вищому дивізіоні національного чемпіонату. На міжнародному рівні мали можливість виступати одного разу, в Кубку африканських чемпіонів 1968 року, в якому в попередньому раунді мали зустрітися «Поліс Могадішо», але танзанійці відмовилися грати з представником Сомалі й були дискваліфіковані з турніру. У сезоні 2014/15 років «Космополітен» виступав у Третьому дивізіоні чемпіонату Танзанії.

## Досягнення
- Прем'єр-ліга Танзанії
  -  Чемпіон (1): 1967
- Ліга Дар-ес-Салама
  -  Чемпіон (1): 1964

## Стадіон
Домашні матчі «Космополітен» проводить на стадіоні Чамазі, який вміщує 5000 глядачів.

## Статистика виступів
- Кубок африканських чемпіонів: 1 участь

1968 - покинув Попередній раунд турніру